# Leslie Voltaire
Leslie Voltaire (Puerto Príncipe, 11 de julio de 1949) es un político y arquitecto haitiano que se desempeñó como presidente del Consejo Presidencial de Transición desde octubre de 2024 hasta marzo de 2025. Anteriormente sirvió en las administraciones de Jean-Bertrand Aristide y René Préval, y fue candidato a la presidencia en las elecciones de 2010.

## Primeros años
Voltaire nació el 11 de julio de 1949 en Puerto Príncipe, Haití. Habla con fluidez inglés, francés, español y criollo haitiano. Asistió al Petit Séminaire Collège Saint-Martial en Puerto Príncipe y más tarde estudió en la Universidad Nacional Autónoma de México, donde recibió un título en arquitectura, y en la Universidad de Cornell en los Estados Unidos, donde obtuvo una maestría en planificación urbana y regional. En Cornell, fue un becario Fulbright.

## Carrera
Voltaire se convirtió en un arquitecto experto y urbanista, ganando más de 40 años de experiencia. Ayudó a desarrollar varios proyectos a gran escala, incluido un plan maestro para un complejo de viviendas de bajo costo que se construyó en Puerto Príncipe, y como consultor en la construcción de una academia de fútbol. Durante 15 años, se desempeñó como profesor de arquitectura en la Universidad Estatal de Haití.
Voltaire era amigo del presidente haitiano Jean-Claude Duvalier. Voltaire, que se convirtió en miembro del partido político Fanmi Lavalas, entró en política en 1990 cuando fue nombrado consejero de estado, y un año después fue nombrado por el presidente Jean-Bertrand Aristide como Ministro de Educación Nacional y Ministro de Deportes. Se convirtió en el jefe de gabinete de Aristide en 1995, luego permaneció en el gobierno en la administración de René Préval, siendo nombrado asesor de infraestructura en 1996. En 2001, se convirtió en el ministro de Haitianos que Viven en el Extranjero. Es autor de la ley Voltaire, que mejoró los derechos económicos de la diáspora haitiana. Voltaire fue enviado especial a las Naciones Unidas (ONU) en 2009, trabajando con el expresidente de los Estados Unidos, Bill Clinton.
En 2010, Voltaire fue una figura destacada en ayudar a reconstruir Haití después del gran terremoto. Se postuló para presidente en las elecciones generales haitianas de 2010-11 bajo el partido Ansanm Nou Fò, recibiendo 16.199 votos, el 1,59% del electorado, aunque hubo acusaciones de fraude electoral.  Después, siguió siendo asesor del partido Lavalas y más tarde se convirtió en miembro de la junta ejecutiva del Acuerdo de Montana.
En 2024, Voltaire fue nombrado miembro del Consejo Presidencial de Transición, el organismo que actúa temporalmente como jefe de Estado de Haití, como uno de los siete miembros, asumiendo el cargo el 25 de abril de 2024. Como parte de un liderazgo rotativo del cuerpo, Voltaire sucedió a Edgard Leblanc Fils el 7 de octubre de 2024, con un mandato que expiró el 7 de marzo de 2025. Asumió la presidencia en un momento en que varios miembros del consejo eran objeto de acusaciones de corrupción, y el líder saliente, Leblanc Fils, se negó a firmar el decreto que ratificó a Voltaire como presidente.
Voltaire está casado y tiene tres hijos.